# سیاست جهانی

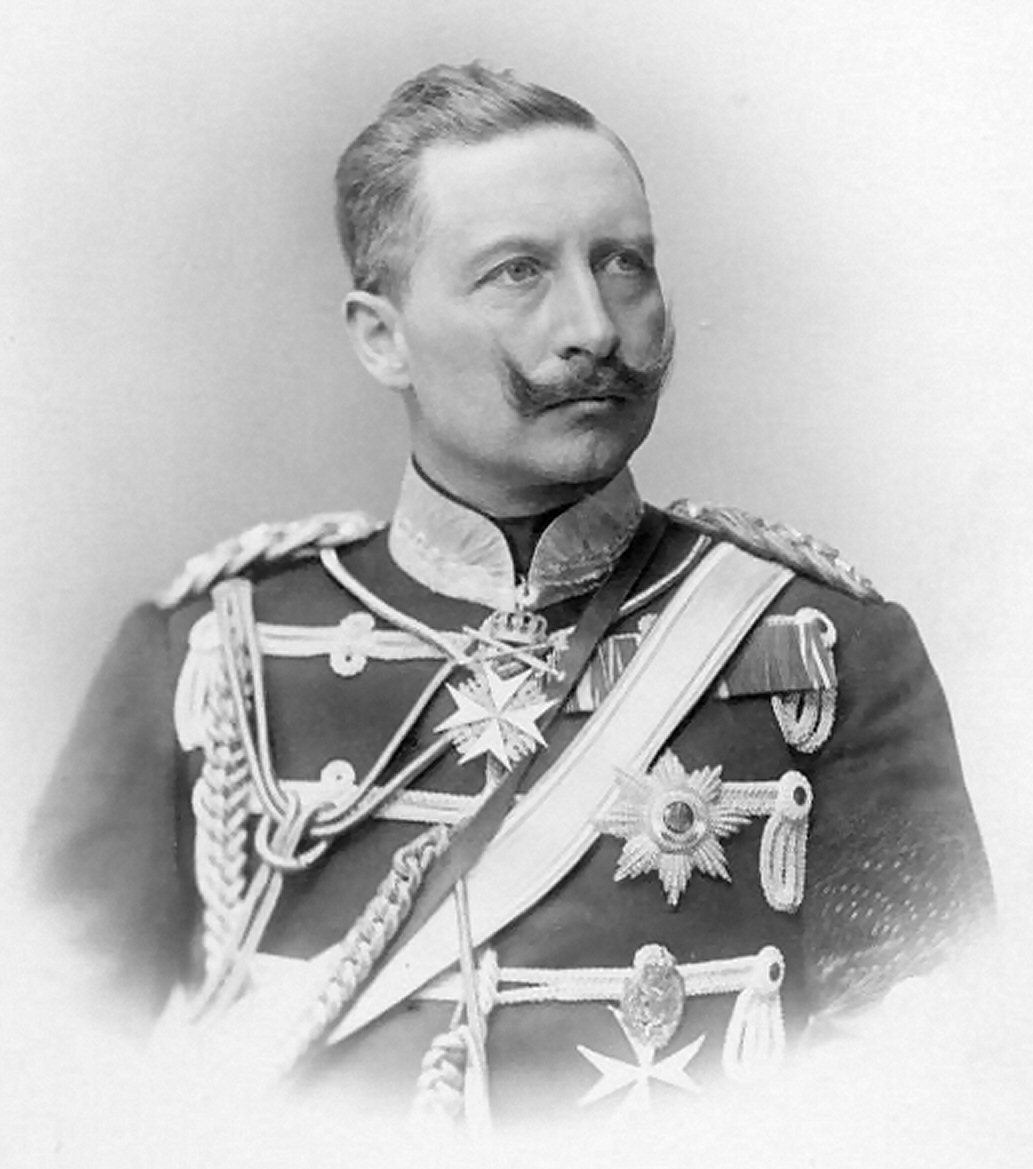
ویلهلم دوم

سیاست جهانی (آلمانی: Weltpolitik) عنوان سیاست خارجی بود که توسط قیصر امپراتوری آلمان ویلهلم دوم پس از برکناری بیسمارک (که پیرو سیاست واقعی (به آلمانی: Realpolitic)) بود به کار گرفته شد. سیاست جهانی آلمان به معنای تسلط این کشور بر جهان نبود بلکه به این معنا بود که آلمان باید با به دست‌آوردن مستعمرات در قاره‌های دیگر به یک قدرت بزرگ جهانی (هم‌چون بریتانیا، فرانسه یا اسپانیا) تبدیل شود و به «جایگاه خود در خورشید» برسد.
در عمل سیاست جهانی ویلهلم نتیجه معکوس داشت؛ جرا که نه تنها فرانسه را از انزوای بیست ساله‌ای که در سیستم بیسمارک تضمین شده بود نجات داد، بلکه باعث نزدیکی روسیه و بریتانیا و تشکیل تفاهم مثلث در برابر آلمان شد.